# Editors
Editors är ett brittiskt indierockband från Birmingham som bildades 2002. Bandmedlemmarna är Tom Smith (sång, gitarr och piano), Russel Leetch (bas, synt och bakgrundssång), Ed Lay (trummor och bakgrundssång), Justin Lockey (sologitarr), Elliott Williams (keyboard, synt, gitarr och bakgrundssång) och Benjamin John Power (keyboard, synt). Editors jämförs ofta med band som Echo and the Bunnymen, Joy Division, Interpol, Kitchens of Distinction, Coldplay och U2.
Bandets debutalbum, The Back Room, gavs ut 2005 och nominerades till Mercury Music Prize. Uppföljaren An End Has a Start släpptes 2007 och blev etta på den brittiska albumlistan.

## Medlemmar
Nuvarande medlemmar
- Tom Smith – sång, gitarr, piano (2002–)
- Russell Leetch – basgitarr, synthesizer, bakgrundssång (2002–)
- Edward Lay – trummor, percussion, bakgrundssång (2003–)
- Justin Lockey – sologitarr (2012–)
- Elliott Williams – keyboard, synthesizer, gitarr, bakgrundssång (2012–)
- Benjamin John Power (Blanck Mass) – keyboard, synthesizer (2022–)

Tidigare medlemmar
- Geraint Owen – trummor (2002–2003)
- Chris Urbanowicz – sologitarr (2002–2012)

Turnerande medlemmar
- Nicholas Willes – keyboard, synthesizer (2014–)

## Diskografi
Studioalbum
- 2005 – The Back Room
- 2007 – An End Has a Start
- 2009 – In This Light And On This Evening
- 2013 – The Weight Of Your Love
- 2015 – In Dream
- 2018 – Violence
- 2022 – EBM

Livealbum
- 2007 – Live At Lollapalooza 2006: Editors

Singlar (på UK Singles Chart)
- 2005 – "Bullets" (#54)
- 2005 – "Munich" (#22)
- 2005 – "Blood" (#18)
- 2005 – "Bullets" (återutgåva) (#27)
- 2006 – "Munich" (återutgåva) (#10)
- 2006 – "All Sparks" (#21)
- 2006 – "Blood" (återutgåva) (#39)
- 2007 – "Smokers Outside the Hospital Doors" (#7)
- 2007 – "An End Has a Start" (#27)
- 2007 – "The Racing Rats" (#26)
- 2009 – "Papillon" (#23)

Samlingsalbum
- 2010 – Ahmad Tea Contemporary Music
- 2011 – You Are Fading I-IV
- 2011 – Unedited
- 2019 – Black Gold: Best of Editors